# 大山村 (千葉県)
大山村（おおやまむら）は、千葉県安房郡（長狭郡）にかつて存在した村である。
現在の鴨川市の西部に位置している。1889年（明治22年）、町村制施行にともない編成され、昭和の大合併により廃止された。

## 地理
現在の鴨川市域（ひいては、かつての長狭郡域）で最も西にあたる地域である。長狭平野の最も奥まった場所で、加茂川の上流にあたり、房総半島を横断する古い交通路である長狭街道が通る。
現在の鴨川市域を、鴨川市成立時およびその後の合併時の町村によって4地区に区分する場合、旧大山村の地域は「長狭地区」の一部に位置付けられている。鴨川市域を町村制施行当時の町村（旧町村）によって12地区に区分する場合は「大山地区」とされ、現在の大字では平塚（ひらつか）・金束（こづか）・古畑（こばた）・奈良林（ならばやし）・佐野（さの）・釜沼（かまぬま）・大山平塚（おおやまひらつか）が含まれる。
1926年（大正15年）時点の大山村は、東に吉尾村、西は佐久間村および君津郡駒山村、南は嶺岡山脈を隔てて丸村・平群村、北は君津郡豊岡村・駒山村に接していた:1085。当時は全村を平塚・金束・古畑・奈良林・佐野・釜沼の6区に分けていた:1085。

## 歴史

### 前近代
平塚にある大山寺と高蔵神社は、神亀元年（724年）に良弁によって建立されたと伝承される古い寺社である。
江戸時代には、嶺岡山地周辺には江戸幕府の嶺岡牧が置かれた。のちの大山村の村域南部は嶺岡西一牧・嶺岡西二牧とされていた。

### 近代
1878年（明治11年）、千葉県に郡区町村編制法が施行されると、平塚村は一村で戸長役場を置き、古畑村・奈良林村・佐野村・金束村は連合戸長役場を金束村に、釜沼村・大幡村・北風原村は連合戸長役場を大幡村に置いた:1087。1884年（明治17年）に戸長役場の管轄変更が行われた際、平塚村と金束村が連合し、古畑村・奈良林村・佐野村は釜沼村・大幡村・北風原村と連合して大幡村に連合戸長役場を置いた:1087。
1889年、町村制の施行により平塚村・金束村・古畑村・佐野村・釜沼村・奈良林村および嶺岡西牧が合併して大山村が発足した。新村名は、平塚村字大山にある郷社「大山神社」（高蔵神社）から採用された。村役場は村域の中央にあたる金束に置かれた:1087。

### 行政区画・自治体沿革
- 1889年（明治22年）4月1日 - 町村制の施行により平塚村、金束村、古畑村、佐野村、釜沼村、奈良林村および嶺岡西牧が合併して長狭郡大山村が発足。
- 1897年（明治30年）4月1日 - 長狭郡が安房郡に編入。
- 1955年（昭和30年）3月31日 - 吉尾村、主基村と合併し、長狭町を新設。同日大山村廃止。

## 村長
- 2代 安田勲:1889年10月 - 1890年3月

## 経済
1888年（明治21年）に記された分合取調文書によれば、住民はおおむね農業で生計を立てていたとある。
1926年（大正15年）の『安房郡誌』によれば、「土地豊饒にして農耕に適す」とされる村の主たる生業は農業であり、:1088。畜産・養蚕・園芸・薪炭・養鶏等の副業は「甚だ盛ん」とされている:1088。特に畜牛と養蚕は郡内屈指の地位にあるとされる:1088。

### 畜産業・乳業
峯岡牧（嶺岡牧場）周辺は日本の酪農史で大きな役割を果たした地域であった。明治20年代頃からは民間でも酪農業が盛んになり、大正期から昭和戦前期にかけ、安房地方は日本の煉乳生産の中心地のひとつとなった。
当地出身の竹沢弥太郎は、1879年（明治12年）に東京に出て築地で牛乳店を開いた。安房出身者が東京で牛乳販売に携わった早い事例とされる。
竹沢弥太郎は1881年（明治14年）に米国産短角種の種雄牛1頭を導入するなど畜産業において先駆的な役割を果たし、1887年（明治20年）に有志が設立した安房種畜組合では頭取となった。竹沢は1890年（明治23年）に渡米してホルスタイン種50頭を輸入し、郡内で販売したり農家に預託したりするなど普及に努めた。1912年（明治45年）には、千葉県畜牛共進会が大山村で開催された。
1893年（明治26年）、東京海陸社の根岸新三郎が、金束に「安房煉乳所」を創設、練乳・バターの生産に乗り出した。これは安房郡で最初に設立された煉乳工場であった。しかし安房煉乳所は経営不振のため経営者が転々とし、1903年（明治36年）磯貝岩次郎の所有となり（磯貝煉乳所に改称）、ようやく経営が安定した。磯貝煉乳所の「鳳凰印」練乳は品質面でも評価され、明治屋にも特約販売された。
1916年（大正5年）、竹沢太一（竹沢弥太郎の子）らによって「房総煉乳株式会社」が設立された（本店：大山村金束）。竹沢は、安房地域の牛乳加工業の不振を資本が過少であることに求め、群小の業者（ほとんどが個人経営だった）の糾合を目指し、大山村の磯貝煉乳所を買収して磯貝を取締役に迎え、会社を設立したのであった。1917年（大正6年）4月16日、明治製糖が房総煉乳に資本参加し、以後その資本力で安房郡の煉乳工場をほぼ手中に収めた。房総煉乳は1920年に明治製糖傘下の東京菓子株式会社（のちの明治製菓）と合併して解散するが、その事業はのちの明治乳業に至ることになる。

## 交通

### 道路
- 長狭街道

## 名所・旧跡・祭事
- 大山寺[3]:1088（平塚）
- 高蔵神社（平塚）
- 山之城[3]:1088
- 金束鉱泉[3]:1088

## 人物
- 竹沢太一 - 実業家（房総煉乳社長、海外興業取締役・ブラジル支店長など）、衆議院議員[9][10]
- 千葉千代世 - 政治家、衆議院・参議院議員。1907年平塚生まれ